# آتلانتیس بانگ می‌زند (درخواست کمک برای عشق)
آتلانتیس بانگ می‌زند (درخواست کمک برای عشق) (انگلیسی: Atlantis Is Calling (S.O.S. for Love)) دومین تک‌آهنگ از سومین آلبوم مدرن تاکینگ به نامِ آماده عشق‌ورزی و همچنین پنجمین (و آخرین) تک‌آهنگی است که به‌طور پشت‌سرهم، در جدول موسیقی آلمان به رتبهٔ اول دست یافت
این تک‌آهنگ در جدول کنترل رسانه در رتبه اول و در چارت‌های سوئد، سوئیس، بلژیک، ایتالیا، هلند، اسپانیا اتریش و نروژ جزو ده ترانه اول قرار گرفت.